# 1971 w muzyce
Wydarzenia muzyczne w 1971 roku.

## Wydarzenia
- 5 marca – ukazała się pierwsza pośmiertna płyta Jimiego Hendrixa – The Cry of Love.
- 1 lipca – Polskie Radio rozpoczęło emisję audycji Lato z radiem
- Powstał zespół Queen, założony na fundamencie grupy „Smile”. Skład: Freddie Mercury, Roger Taylor, Brian May, John Deacon
- Powstał zespół Electric Light Orchestra, założony przez Jeffa Lynne’a, Roya Wooda oraz Beva Bevana, wywodzących się z The Move

## Urodzili się
- 1 stycznia – Chris Potter, amerykański muzyk jazzowy, saksofonista, kompozytor i multiinstrumentalista
- 6 stycznia
  - Andrzej Piaseczny, polski piosenkarz i aktor
  - Greg Szlapczynski, polsko-francuski piosenkarz i harmonijkarz
- 9 stycznia – Maciej Starosta, polski muzyk, perkusista
- 11 stycznia – Mary J. Blige, amerykańska piosenkarka soul i hip-hop
- 17 stycznia
  - Klaudiusz Baran, polski akordeonista, bandoneonista
  - Jon Wysocki, amerykański muzyk, perkusista nurtu alternative metal, muzyk zespołu Staind (zm. 2024)
- 18 stycznia – Jonathan Davis, amerykański wokalista, muzyk zespołu Korn
- 20 stycznia – Paul Masvidal, amerykański muzyk metalowy, gitarzysta, wokalista i kompozytor
- 22 stycznia – Geoffrey Gurrumul Yunupingu, aborygeński piosenkarz i muzyk (zm. 2017)
- 1 lutego
  - Mikołaj Górecki, polski kompozytor muzyki poważnej; syn Henryka Mikołaja Góreckiego
  - Francesco Tricarico, włoski piosenkarz
- 10 lutego
  - Lorena Rojas, meksykańska aktorka i piosenkarka (zm. 2015)
  - Yukio Yokoyama, japoński pianista, pedagog muzyczny
- 12 lutego – Justyna Stępień, polska aktorka i śpiewaczka operowa (sopran)
- 19 lutego – Gil Shaham, amerykański skrzypek
- 20 lutego – Paul Sartin, angielski piosenkarz, oboista i skrzypek, kompozytor i aranżer (zm. 2022)
- 22 lutego – Lea Salonga, filipińska piosenkarka i aktorka, laureatka nagrody Tony
- 25 lutego
  - Cezary Duchnowski, polski kompozytor i pianista
  - Daniel Powter, kanadyjski piosenkarz, autor tekstów, muzyk i pianista
- 26 lutego
  - Erykah Badu, amerykańska wokalistka z pogranicza soulu i hip-hopu
  - Hélène Ségara, francuska piosenkarka
- 28 lutego – Chicane, właśc. Nick Bracegirdle, brytyjski DJ i producent muzyczny
- 1 marca – Chris Williams, amerykański perkusista metalowy (zm. 2000)
- 7 marca – Aga Mikolaj, polska śpiewaczka operowa (sopran) (zm. 2021)
- 9 marca – Johan Edlund, szwedzki kompozytor, wokalista, autor tekstów i instrumentalista, a także producent muzyczny; muzyk metalowego zespołu Tiamat
- 23 marca – Leszek Możdżer, polski pianista jazzowy
- 24 marca – Topi Lehtipuu, fiński tenor
- 26 marca
  - Katarzyna Ewald-Alemany, polska wiolonczelistka i śpiewaczka (sopran)
  - Erick Morillo, kolumbijsko-amerykański DJ i producent muzyczny (zm. 2020)
- 2 kwietnia – Traci Braxton, amerykańska piosenkarka, osobowość telewizyjna i radiowa (zm. 2022)
- 10 kwietnia – Joey DeFrancesco, amerykański organista, trębacz i saksofonista jazzowy (zm. 2022)
- 11 kwietnia
  - Wojciech Dyngosz, polski śpiewak operowy (baryton), wykładowca akademicki
  - Oliver Riedel, niemiecki basista metalowy, członek zespołu Rammstein
- 13 kwietnia – Magdalena Lisak, polska pianistka i kameralistka, pedagog, doktor habilitowany sztuk muzycznych
- 16 kwietnia
  - Marcin Bisiorek, polski dziennikarz radiowy i telewizyjny
  - Selena, właśc. Selena Quintanilla-Pérez, amerykańska piosenkarka (zm. 1995)
- 26 kwietnia – Jay DeMarcus, amerykański gitarzysta basowy, muzyk grupy Rascal Flatts
- 29 kwietnia – Jacek Moczadło, polski muzyk rockowy, gitarzysta zespołu Kobranocka
- 30 kwietnia – Krystian Kiełb, polski kompozytor, teoretyk muzyki i pedagog muzyczny; profesor sztuk muzycznych
- 1 maja – Shakila Stevenson, właśc. Meiske Shakila Serhalawan, indonezyjska piosenkarka
- 6 maja
  - Till Brönner, niemiecki trębacz i wokalista jazzowy
  - Anna Radziejewska, polska śpiewaczka (mezzosopran)
- 8 maja
  - Barbara Hannigan, kanadyjska sopranistka i dyrygentka
  - Candice Night, właśc. Candice Lauren Isralow, amerykańska wokalistka i autorka tekstów
- 13 maja – Tedi Papavrami, albański skrzypek i tłumacz
- 16 maja – Marcin Rozynek, polski wokalista, kompozytor, autor tekstów i producent muzyczny
- 20 maja – Paweł Mykietyn, polski kompozytor i klarnecista
- 27 maja
  - Sean Reinert, amerykański muzyk, gitarzysta i perkusista rockowy, multiinstrumentalista, członek grup Cynic, Death, Gordian Knot, Aghora, Æon Spoke (zm. 2020)
  - Maciej Żółtowski, polski dyrygent, kompozytor, skrzypek i pedagog
- 30 maja
  - Patrick Dahlheimer, amerykański basista rockowy, muzyk zespołu Live
  - Olga Hans, polska kompozytorka muzyki poważnej
  - Idina Menzel, amerykańska aktorka, piosenkarka i autorka tekstów
  - Sammie Okposo, nigeryjski wokalista gospel, producent muzyczny zmr. 2022)
- 31 maja – Diana Damrau, niemiecka śpiewaczka operowa (sopran koloraturowy)
- 6 czerwca – Jurij Gurow, rosyjski piosenkarz, muzyk grupy Łaskowyj Maj (zm. 2012)
- 7 czerwca – Toni Cottura, niemiecki raper i producent muzyczny, członek zespołu Fun Factory
- 9 czerwca
  - Piotr Hajduk, polski kompozytor, aranżer, wokalista
  - Edward Pasewicz, polski poeta, pisarz, dramaturg i kompozytor
  - Gerald Preinfalk, austriacki saksofonista, kompozytor, aranżer
- 14 czerwca – Miłka Malzahn, polska pisarka, wokalistka, autorka tekstów piosenek, prezenterka radiowa
- 16 czerwca – Tupac Shakur, amerykański raper (zm. 1996)
- 20 czerwca – Jeordie White, amerykański basista i gitarzysta rockowy, także kompozytor i producent muzyczny
- 29 czerwca – Rafał Piotrowiak, polski perkusista rockowy
- 1 lipca
  - Missy Elliott, amerykańska raperka
  - Radosław Rydlewski, polski śpiewak operowy, solista (tenor)
  - Joanna Słowińska, polska pieśniarka i skrzypaczka
- 11 lipca – Leisha Hailey, amerykańska aktorka, piosenkarka i producentka
- 13 lipca – MF Doom, właśc. Daniel Dumile, brytyjsko-amerykański raper i producent muzyczny (zm. 2020)
- 15 lipca – Danijela Martinović, chorwacka piosenkarka pop
- 17 lipca – Anżelina Szwaczka, ukraińska śpiewaczka operowa (mezzosopran), solistka Opery Kijowskiej, Ludowy Artysta Ukrainy
- 19 lipca – Urs Bühler, szwajcarski tenor, członek grupy wokalnej Il Divo
- 20 lipca – Bolec, właśc. Grzegorz Borek, polski wokalista; jeden z pionierów polskiego hip-hopu, aktor (zm. 2009)
- 21 lipca
  - Charlotte Gainsbourg, brytyjsko-francuska aktorka i piosenkarka
  - Grzegorz Poźniak, polski muzykolog, kompozytor
- 23 lipca – Alison Krauss, amerykańska piosenkarka bluegrassowa, skrzypaczka
- 27 lipca – Syaharani, właśc. Saira Syaharani Ibrahim, indonezyjska piosenkarka jazzowa
- 29 lipca – Lisa Ekdahl, szwedzka piosenkarka i kompozytorka
- 30 lipca – Calogero, francuski kompozytor, muzyk i wokalista pochodzenia włoskiego
- 23 sierpnia – Piotr Stelmach, polski dziennikarz muzyczny i prezenter radiowy
- 26 sierpnia – Thalía, właśc. Ariadna Thalía Sodi Miranda, meksykańska piosenkarka i aktorka
- 30 sierpnia
  - Lars Frederiksen, amerykański wokalista i gitarzysta punkrockowy
  - Katarzyna Nosowska, polska wokalista i autorka tekstów (Hey)
- 1 września
  - Maciej Balcar, polski muzyk, wokalista, kompozytor, autor tekstów, aktor teatralny i filmowy, członek grupy Dżem
  - Lââm, właśc. Lamia Suber, francuska piosenkarka
- 3 września
  - Mike Wengren, amerykański perkusista zespołu Disturbed
  - Peter Fox, właśc. Pierre Baigorry, niemiecki piosenkarz, raper i muzyk, członek zespołu Seeed
- 5 września – Will Hunt, amerykański perkusista i muzyk zespołu Evanescence
- 6 września – Dolores O’Riordan, irlandzka wokalistka zespołu The Cranberries (zm. 2018)
- 7 września – Rafał Wnuk, polski kompozytor i pianista
- 8 września – Tamar Iweri, gruzińska śpiewaczka operowa (sopran)
- 13 września – Ezio Bosso, włoski pianista, dyrygent i kompozytor muzyki poważnej (zm. 2020)
- 14 września – André Matos, brazylijski wokalista i muzyk heavymetalowy, kompozytor (zm. 2019)
- 17 września – Erik Aresta, słowacki wokalista i kompozytor
- 18 września – Anna Netrebko, rosyjska śpiewaczka operowa (sopran)
- 2 października – Xavier Naidoo, niemiecki wokalista soulowy pochodzenia indyjskiego
- 4 października
  - Friderika Bayer, węgierska piosenkarka
  - Tenmon, właśc. Atsushi Shirakawa, japoński kompozytor
- 10 października – Jewgienij Kisin, rosyjski, brytyjski i izraelski pianista
- 13 października – DJ Maceo Wyro, właśc. Maciej Wyrobek, polski muzyk awangardowy, DJ (zm. 2014)
- 17 października – Krzysztof Patocki, polski perkusista rockowy
- 20 października
  - Snoop Dogg, właśc. Calvin Cordozar Broadus Jr., amerykański raper i aktor
  - Dannii Minogue, australijska piosenkarka, kompozytorka i aktorka
- 21 października – Nick Oliveri, amerykański muzyk rockowy, gitarzysta basowy, akustyczny i elektryczny, wokalista
- 25 października – Midori Gotō, japońska skrzypaczka
- 26 października – Kristian Niemann, szwedzki gitarzysta rockowy
- 2 listopada – Grzegorz Grzyb, polski perkusista, sideman, muzyk sesyjny (zm. 2018)
- 3 listopada – Andrzej Dudzic, polski basista rockowy, kompozytor, autor tekstów; założyciel wrocławskiego zespołu Blade Loki
- 5 listopada – Jonny Greenwood, angielski multiinstrumentalista, gitarzysta zespołu Radiohead, kompozytor muzyki filmowej
- 13 listopada – Jörgen Sandström, szwedzki multiinstrumentalista, kompozytor, wokalista i autor tekstów; muzyk death metalowego zespołu Grave
- 26 listopada – Marcel Chyrzyński, polski kompozytor
- 16 grudnia – Paul van Dyk, niemiecki DJ i Producent muzyczny
- 17 grudnia – Fryda Lucyana, właśc. Fryda Lucyana Kurniawati, indonezyjska piosenkarka
- 18 grudnia – Jarosław Pijarowski, polski twórca awangardowy, producent muzyczny
- 21 grudnia – Daniel Bloom, polski kompozytor, muzyk, producent muzyczny
- 24 grudnia
  - Ricky Martin, portorykański wokalista popowy i aktor
  - Jorgos Alkieos, grecki piosenkarz
- 25 grudnia – Dido, właśc. Dido Florian Cloud de Bounevialle Armstrong, angielska piosenkarka
- 27 grudnia
  - Artur Andrus, polski dziennikarz, poeta, autor tekstów piosenek, artysta kabaretowy i konferansjer
  - Guthrie Govan, angielski muzyk i kompozytor, gitarzysta, a także publicysta i pedagog
- 29 grudnia – Marek Andrzejewski, polski poeta, pieśniarz i kompozytor

## Zmarli
- 12 stycznia – Olgierd Straszyński, polski dyrygent (ur. 1903)
- 13 stycznia – Henri Tomasi, francuski kompozytor i dyrygent (ur. 1901)
- 20 stycznia – Stanisław Drabik, polski tenor i reżyser operowy, pierwszy polski dyrektor Opery Wrocławskiej (ur. 1900)
- 20 lutego – Aleksandr Cfasman, rosyjski pianista, kompozytor i twórca muzyki filmowej (ur. 1906)
- 22 lutego – Rudolf Mauersberger, niemiecki organista, dyrygent i kompozytor (ur. 1889)
- 10 marca – Janusz Popławski, polski śpiewak operowy (tenor) (ur. 1898)
- 13 marca – Piero Coppola, włoski dyrygent (ur. 1888)
- 19 marca – Eugeniusz Towarnicki, polski flecista, pedagog, autor podręcznika do nauki gry (ur. 1904)
- 30 marca – Edmund Maćkowiak, polski chórmistrz, kompozytor pieśni chóralnych, dyrygent, pedagog i metodyk (ur. 1903)
- 2 kwietnia – Stanisław Rączka, polski kompozytor, dyrygent, nauczyciel (ur. 1893)
- 6 kwietnia – Igor Strawinski, rosyjski kompozytor, pianista i dyrygent (ur. 1882)
- 11 kwietnia – Zbigniew Drzewiecki, polski pianista i pedagog (ur. 1890)
- 12 kwietnia – Wynton Kelly, amerykański pianista jazzowy jamajskiego pochodzenia (ur. 1931)
- 15 kwietnia – Fritz Lubrich, niemiecki organista, kompozytor i pedagog (ur. 1888)
- 19 kwietnia – Bolesław Piekarski, litewski dyrygent i pedagog (ur. 1911)
- 10 maja – Mihail Jora, rumuński kompozytor (ur. 1891)
- 15 maja – Maria Mokrzycka, polska śpiewaczka (sopran) (ur. 1882)
- 19 maja – Bernard Wagenaar, amerykański kompozytor pochodzenia holenderskiego (ur. 1894)
- 30 maja – Marcel Dupré, francuski organista, pianista, kompozytor i pedagog (ur. 1886)
- 23 czerwca – Zenon Feliński, polski pedagog muzyczny oraz skrzypek (ur. 1898)
- 26 czerwca – Guillermo Uribe Holguín, kolumbijski kompozytor i pedagog (ur. 1880)
- 3 lipca – Jim Morrison, amerykański poeta i piosenkarz rockowy związany z grupą The Doors (ur. 1943)
- 6 lipca – Louis Armstrong, amerykański, czarnoskóry trębacz jazzowy, wokalista i kompozytor tego gatunku (ur. 1901)
- 8 lipca – Charlie Shavers, amerykański trębacz jazzowy, kompozytor i aranżer (ur. 1920)
- 13 sierpnia – Paweł Beylin, polski socjolog muzyki, publicysta i tłumacz (ur. 1926)
- 7 września – Ludwig Suthaus, niemiecki śpiewak operowy (tenor) (ur. 1906)
- 12 października – Gene Vincent, amerykański piosenkarz i gitarzysta rockowy (ur. 1935)
- 19 października – Hieronim Żuczkowski, polski śpiewak klasyczny i aktor teatralny (ur. 1896)
- 18 listopada – Eva Liebenberg, niemiecka śpiewaczka operowa (kontralt) (ur. 1890)
- 27 listopada – Jēkabs Mediņš, łotewski kompozytor i dyrygent (ur. 1885)
- 29 listopada – Heinz Tiessen, niemiecki kompozytor (ur. 1887)
- 8 grudnia – Marie Collier, australijska śpiewaczka operowa (sopran) (ur. 1927)
- 10 grudnia – Don Marino Barreto Jr., kubański i włoski piosenkarz pop, kontrabasista i perkusista (ur. 1925)
- 27 grudnia – Ernst Kozub, niemiecki śpiewak operowy (tenor liryczny) (ur. 1924)
- 28 grudnia – Max Steiner, austriacko-amerykański kompozytor muzyki filmowej (ur. 1888)

## Albumy
Treść tej sekcji należy opracować w taki sposób, aby nie uwypuklała nadmiernie polskiej specyfiki / aby nie zawężała się tylko do polskich warunków
 Po wyeliminowaniu niedoskonałości należy usunąć szablon {{Dopracować}} z tej sekcji.

### polskie
- Blues – Breakout
- Spokój serca – Czerwone Gitary
- Consuela – Czerwone Gitary nagrana i wydana w NRD
- Wołanie o słońce nad światem – Dżamble
- Korowód – Marek Grechuta i zespół Anawa
- Edward Hulewicz (EP) – Edward Hulewicz
- Mrowisko – Klan
- Czerwony album – Czesław Niemen
- Ty – Skaldowie
- Krzysztof Klenczon i Trzy Korony – Trzy Korony

### zagraniczne
- A Time to Be Jolly – Bing Crosby
- For the Good Times – Dean Martin
- Rudy the Fifth – Ricky Nelson i Stone Canyon Band
- I Think of You – Perry Como
- At Fillmore East – The Allman Brothers Band
- Master of Reality – Black Sabbath
- Budgie – Budgie
- Songs of Love and Hate – Leonard Cohen
- Twins – Ornette Coleman
- Colosseum Live – Colosseum
- A Tribute to Jack Johnson – Miles Davis
- Live-Evil – Miles Davis
- Fireball – Deep Purple
- L.A. Woman – The Doors
- 1969 – Julie Driscoll
- Bob Dylan’s Greatest Hits Vol. II – Bob Dylan
- Smash Your Head Against the Wall – John Entwistle
- Future Games – Fleetwood Mac
- Nursery Cryme – Genesis
- The Cry of Love – Jimi Hendrix
- Rainbow Bridge – Jimi Hendrix
- Maybe Tomorrow – The Jackson 5
- Goin’ Back to Indiana – The Jackson 5
- Aqualung – Jethro Tull
- Islands – King Crimson
- Led Zeppelin IV – Led Zeppelin
- Imagine – John Lennon
- American Pie – Don McLean
- Blue – Joni Mitchell
- Meddle – Pink Floyd
- Relics – Pink Floyd
- Fourth – Soft Machine
- Pawn Hearts – Van der Graaf Generator
- Who’s Next – The Who
- The Yes Album – Yes
- Tago Mago – Can

## Muzyka poważna
- Powstaje Ni bruit ni vitesse Lukasa Fossa

## Musicale
- Jesus Christ Superstar (Andrew Lloyd Webber i Tim Rice) – wyprodukowany na Broadwayu
- Kariera Nikodema Dyzmy

## Film muzyczny
- Skrzypek na dachu

## Nagrody
- Konkurs Piosenki Eurowizji 1971
  - „Un banc, un arbre, une rue”, Séverine